# Estación Fontezuela
Fontezuela es una estación ferroviaria ubicada en la localidad del mismo nombre, en el Partido de Pergamino, Provincia de Buenos Aires, Argentina.

## Servicios
En 1992, dejan de correr los trenes de pasajeros. Actualmente es operada por el NCA (Nuevo Central Argentino) para los trenes de carga que parten desde Arrecifes.

## Historia
La estación Fontezuela fue fundada en 1882 junto con el ramal Victoria-Vagués-Pergamino , la misma pertenecía al Ferrocarril Mitre cuando el ferrocarril Mitre era operado por los Ferrocarriles Argentinos pasaban más de 50 trenes da cargas y de larga deistancia hacia las provincias de Santa Fe y Córdoba 
La estación fue clausurada en 1992 actualmente presta muy pocos servicios de cargas 